# Golf & Country Club Regthuys
Golf & Country Club Regthuys is een Nederlandse golfclub in Winkel. De golfbaan, die ontworpen is door Alan Rijks en Aart Bergsma, werd geopend in 2006.
De golfbaan is een 18 holes baan met NGF A-status par 71 en een lengte van ruim 5400 meter. Daarnaast is er een par 3 baan alsmede een drivingrange. NGF en NVG kozen Regthuys tot baan van het jaar 2014/2015. 